# شهریور ۱۳۹۲
شهریور ۱۳۹۲، ششمین ماه سال ۱۳۹۲ هجری خورشیدی است.
آغاز آن جمعه، ۱ شهریور ۱۳۹۲ برابر با ۲۳ اوت ۲۰۱۳ میلادی است.